# Nisís Stíra
Nisís Stíra är en ö i Grekland.   Den ligger i regionen Grekiska fastlandet, i den östra delen av landet, 40 km nordost om huvudstaden Aten. Arean är 4,0 kvadratkilometer.
Terrängen på Nisís Stíra är platt. Öns högsta punkt är 144 meter över havet. Den sträcker sig 3,1 kilometer i nord-sydlig riktning, och 2,6 kilometer i öst-västlig riktning.  Trakten runt Nisís Stíra består till största delen av jordbruksmark.